# Монобромид иода
Монобромид иода — бинарное неорганическое соединение иода и брома с формулой IBr, чёрно-коричневые кристаллы, реагирует с водой.

## Получение
- Действие брома на иод:

{\displaystyle {\mathsf {Br_{2}+I_{2}\ {\xrightarrow {}}\ 2IBr}}}

## Физические свойства
Монобромид иода образует чёрно-коричневые кристаллы ромбической сингонии, пространственная группа C cm21, параметры ячейки a = 0,490 нм, b = 0,699 нм, c = 0,893 нм, Z = 4.
Растворяется в этаноле, сероуглероде, хлороформе и диэтиловом эфире.

## Химические свойства
- Обратимо разлагается при нагревании выше температуры плавления:

{\displaystyle {\mathsf {IBr\ \rightleftarrows I_{2}+Br_{2}}}}
- Реагирует с холодной водой:

{\displaystyle {\mathsf {IBr+H_{2}O\ {\xrightarrow {}}\ HBr+HIO}}}
- и горячей:

{\displaystyle {\mathsf {5IBr+3H_{2}O\ {\xrightarrow {90^{o}C}}\ 5HBr+HIO_{3}+2I_{2}\downarrow }}}
- Реагирует с горячей серной кислотой:

{\displaystyle {\mathsf {2IBr+5H_{2}SO_{4}\ {\xrightarrow {90^{o}C}}\ Br_{2}+2HIO_{3}+5SO_{2}\uparrow +4H_{2}O}}}
- Реагирует с щелочами:

{\displaystyle {\mathsf {3IBr+6NaOH\ {\xrightarrow {}}\ 3NaBr+2NaI+NaIO_{3}+3H_{2}O}}}
- С бромидами тяжёлых щелочных металлов образует комплексы:

{\displaystyle {\mathsf {IBr+CsBr\ \rightleftarrows \ Cs[IBr_{2}]}}}

## Токсикология
Бромид иода(I) IBr особо токсичен. Сильнейший окислитель. Опасно реагирует с водой.